# الاتحاد الوطني للديمقراطية والتنمية
الاتحاد الوطني للديمقراطية والتنمية ( بالفرنسية : Union Nationale pour la Démocratie et le Développement ) كان حزباً سياسياً في فولتا العليا. وقاد الحزب هيرمان ياموجو، نجل الرئيس السابق موريس ياميجو.
في الانتخابات الرئاسية لعام 1978، رشح الحزب ماكير ويدراوغوز. حصل ويدراوغوز على حوالي 250 ألف صوت في الجولة الأولى (المركز الثاني) و552،956 صوتًا (43.8٪) في الجولة الثانية. في الانتخابات البرلمانية التي أجريت في نفس العام، احتل الحزب المرتبة الثانية. في عام 2005، شارك الحزب، الذي أعيد تأسيسه، في الانتخابات الرئاسية في 13 نوفمبر، حيث فاز مرشحه هيرمان ياموجو بنسبة 0.76٪ من الأصوات الشعبية.